# Saison 1 de Castle
Chronologie
Saison 2
Cet article présente les dix épisodes de la première saison de la série télévisée américaine Castle.

## Synopsis
Richard Castle, un célèbre auteur new-yorkais de romans policiers, en a assez de narrer les exploits de son héros, l'agent secret Derrick Storm. À la surprise générale, il décide de le faire mourir dans son tout dernier livre. C'est lors de la soirée de lancement de l'ouvrage, organisée par son éditrice (et ex-épouse), qu'il est contacté par le lieutenant de police Kate Beckett, cheffe d'équipe au NYPD. Beckett, par ailleurs lectrice assidue de la série des Derrick Storm, est chargée d'enquêter sur une série de meurtres qui imitent ceux imaginés par Castle dans certains de ses romans. L'affaire résolue grâce au concours inattendu de l'écrivain, celui-ci obtient de son ami et admirateur le maire de New York l'autorisation de participer, en tant que consultant, aux prochaines enquêtes du lieutenant Beckett. La personnalité de la jeune femme le fascine, et il voit en elle l'inspiratrice d'une nouvelle série de romans policiers, dont il veut nommer l'héroïne « Nikki Hard » (Nikki Heat en VO)…

Mais Beckett trouve bien encombrante la présence de l'imprévisible Castle à ses côtés, malgré les brillantes qualités d'enquêteur dont il fait preuve…

## Distribution

### Acteurs principaux
- Nathan Fillion (VF : Guillaume Orsat) : Richard « Rick » Castle
- Stana Katic (VF : Anne Massoteau) : lieutenant Katherine « Kate » Beckett
- Jon Huertas (VF : Serge Faliu) : inspecteur Javier Esposito
- Seamus Dever (VF : Pierre Tessier) : inspecteur Kevin Ryan
- Tamala Jones (VF : Nadine Bellion) : Dr Lanie Parish
- Ruben Santiago-Hudson (VF : Sylvain Lemarié) : capitaine Roy Montgomery
- Molly Quinn (VF : Adeline Chetail) : Alexis Castle, fille de Castle
- Susan Sullivan (VF : Evelyne Selena) : Martha Rodgers, mère de Castle

### Acteurs récurrents
- Darby Stanchfield : Meredith, première femme de Castle et mère d'Alexis
- Monet Mazur : Gina Cowell, éditrice et deuxième femme de Castle

### Invités
- Stephen J. Cannell : lui-même (épisode 1)
- Dan Castellaneta : le juge Markway (épisode 1 et 8)
- Keir Dullea : Jonathan Tisdale (épisode 1)
- James Patterson : lui-même (épisode 1)
- Sarah Drew : Chloé Richardson (épisode 2)
- George Newbern : Howard Peterson (épisode 2)
- Jamie Chung : Romy Lee (épisode 3)
- Nolan Gerard Funk : Brandon (épisode 3)
- Jonathan Banks : Bruce Kirby (épisode 4)
- Aldis Hodge : Azi (épisode 6)
- Caterina Scorsone : Joanne Delgado (épisode 7)
- Joanne Kelly : Lee Wax (épisode 8)
- Francis Capra : Juan Restrepo (épisode 9)
- Bailey Chase : Will Sorenson (épisode 9 et 10)
- Judy Reyes : Theresa Candela (épisode 9)
- Robert Picardo : Clark Murray (épisode 10)

## Diffusion francophone
La diffusion francophone de la série est arrivée avec environ un an et demi de retard sur la diffusion originale nord-américaine ; elle a démarré :
- en Belgique, à partir du 26 mars 2010 sur RTL-TVI à raison d'un épisode par semaine, puis de deux afin de garder l'exclusivité de la première diffusion francophone ;
- en Suisse, à la suite de la révélation de France 2, il a été décidé de lancer la diffusion de la série à partir du 30 juin 2010 sur TSR1 ;
- en France, à partir du 5 juillet 2010 sur France 2 ;
- au Québec, à partir du 7 janvier 2011 sur Séries+ ;
- au Québec, à partir du 8 septembre 2014 sur Radio-Canada[1].

## Liste des épisodes

### Épisode 1:Des fleurs pour ta tombe
- États-Unis /  Canada : 9 mars 2009 sur ABC / /A\[2]
- Belgique : 26 mars 2010 sur RTL-TVI
- Suisse : 30 juin 2010 sur TSR1
- France : 5 juillet 2010 sur France 2
- Québec : 7 janvier 2011 sur Séries+[3]

- États-Unis : 10,76 millions de téléspectateurs[4] (première diffusion)
- France : 4,4 millions de téléspectateurs (première diffusion)

- Kurt David Anderson (Kyle Cabot)
- Brian Avers (Harrison Tisdale)
- Stephen J. Cannell (lui-même)
- Dan Castellaneta (juge Markway)
- Keir Dullea (Jonathan Tisdale)
- Colby French (lieutenant)
- Kym Jackson (Allison Tisdale)
- Ian Jarvis (Bert)
- Kevin Jiggetts (policier)
- Monet Mazur (Gina Cowell)
- Caitlin McHugh (réceptionniste)
- James Patterson (lui-même)

Lassé de la routine, Richard Castle, un fameux auteur de polars new-yorkais, a décidé de faire mourir son héros Derick Storm dans son dernier roman. Lors de la soirée de lancement du livre, alors qu'il se plaint du manque de nouveauté dans sa vie, il est interpellé par le lieutenant de police Kate Beckett, enquêtrice au NYPD ; elle l'interroge sur une série de meurtres qui imitent les scènes de crime de ses thrillers. D'abord simple témoin, Castle demande à collaborer avec l'équipe de Beckett pour trouver le coupable...
Mais la policière déchante lorsqu'elle doit gérer la personnalité quelque peu insouciante de l'écrivain, qui semble s'amuser de la situation et contourner les procédures avec un malin plaisir... Malgré tout, il lui fait une démonstration éblouissante de ses facultés de déduction, en devinant le passé de la jeune femme à partir de quelques rares indices.

- Le dernier dialogue[5] entre les deux protagonistes est accompagné de la chanson Stop and Stare de OneRepublic. Il sera réentendu en voix off (et cette fois sans la musique) à la fin du dernier épisode de la série (ép. 8-22) ; il sera également fait allusion à ce même dialogue au début de l'épisode 5-01 et à la conclusion de la saison 7 (ép. 7-23).
- La chanson qu'entonne à tue-tête Martha éméchée, accompagnée au piano par son nouvel ami Bert, est I Cain't Say No, de la comédie musicale Oklahoma ! : elle évoque en termes à peine euphémiques l'incapacité d'une jeune fille à « dire non » aux avances sexuelles des hommes. D'où la remarque sarcastique de Castle que cette chanson est « l'emblème » de la vie de sa mère…
- Beckett appelle à plusieurs reprises Castle « Rick » (et même « Rickie ») dans ce premier épisode, pour se moquer de son immaturité. Elle n'emploiera plus ce diminutif avant l'épisode 3-13[6], mais ce sera alors une marque d'affection.

### Épisode 2:Jeunes filles au père
- États-Unis : 16 mars 2009 sur ABC
- Belgique : 2 avril 2010 sur RTL-TVI
- Suisse : 30 juin 2010 sur TSR1
- France : 5 juillet 2010 sur France 2
- Québec : 7 janvier 2011 sur Séries+[3]

- États-Unis : 10,97 millions de téléspectateurs[7] (première diffusion)
- France : 4,7 millions de téléspectateurs (première diffusion), en 2e partie de soirée.

- Jayne Brook (Claudia Peterson)
- Jason Brooks (Ian Harris)
- Claudia Choi (technicienne vidéo)
- Sarah Drew (Chloe Richardson)
- Michael Graziadei (Brent Johnson)
- Melinda Page Hamilton (Diana Harris)
- Rodney J. Hobbs (travailleur)
- Eamon Hunt (Frank Garrison)
- Ken Lerner (avocat de la police)
- Len Lesser (voisin)
- George Newbern (Howard Peterson)
- Lony'e Perrine (Bethany)

Au plus grand agacement de Kate Beckett, Rick Castle a fait jouer ses relations d'amitié avec le maire de New York, qui l'a autorisé à participer comme consultant aux enquêtes de la policière, afin de s'inspirer d'elle pour ses futurs romans. Il a simplement dû signer une décharge de responsabilité pour le cas où il serait blessé ou tué, ce qui ne l'impressionne guère. L'équipe se penche sur la mort de Sara Manning, une jeune baby-sitter employée par Howard et Claudia Peterson ; elle a été retrouvée assassinée dans un sèche-linge de la laverie de leur immeuble. Beckett et Castle ont des soupçons envers son ex petit ami, puis à l'encontre des Peterson, ses anciens patrons. Mais en examinant les bandes de la vidéo-surveillance de l'immeuble, Castle découvre une anomalie qui fait basculer l'enquête...

### Épisode 3:Amis à la vie, à la mort
- États-Unis : 23 mars 2009 sur ABC
- Belgique : 9 avril 2010 sur RTL-TVI
- Suisse : 30 juin 2010 sur TSR1
- France : 12 juillet 2010 sur France 2
- Québec : 14 janvier 2011 sur Séries+

- États-Unis : 9,14 millions de téléspectateurs[8] (première diffusion)
- France : 3,5 millions de téléspectateurs (première diffusion)

- Jamie Chung (Romy Lee)
- Creagen Dow (Max Heller)
- Caitlin Dulany (Mme Kendall)
- Peggy Dunne (Mme Heller)
- Anita Finlay (Margo Falcigno)
- Charlie Finn (Ian Yankman)
- Nolan Gerard Funk (Brandon)
- Jesse D. Goins (avocat de Spencer)
- Keisuke Hoashi (Mr Lee)
- David A. Kimball (Mr Kendall)
- Julia Nickson (Mme Lee)
- Patrick O'Connor (Chris Markum)
- Michelle Page (Amanda)
- Kunal Sharma (Spencer)
- Steve Talley (Kent Scoville)
- Drew Van Acker (Donny Kendall)

Donny Kendall, un adolescent d'une riche famille désormais ruinée, est retrouvé mort à Central Park, dans une barque. Les premières investigations mènent Beckett et Castle aux amis lycéens de la victime. D'abord silencieux, ils finissent par révéler que Donald était mêlé à un trafic de stupéfiants, et que son fournisseur serait le meurtrier. Mais alors que tout concorde, Castle ne semble pas convaincu. L'affaire prend une autre direction lorsqu'un autre adolescent de la bande est retrouvé mort...

### Épisode 4:Sexe, Scandale et Politique
- États-Unis : 30 mars 2009 sur ABC
- Belgique : 16 avril 2010 sur RTL-TVI
- Suisse : 7 juillet 2010 sur TSR1
- France : 5 juillet 2010 sur France 2
- Québec : 21 janvier 2011 sur Séries+

- États-Unis : 9,09 millions de téléspectateurs[9] (première diffusion)
- France : 4,4 millions de téléspectateurs (première diffusion), en 2e partie de soirée

- Jonathan Banks (Bruce Kirby)
- Tim Barraco (livreur)
- Michael Reilly Burke (Frank Nesbit)
- Bruno Campos (Calvin Creason)
- Mark Casimir Dyniewicz (piéton)
- Carla Greene (Aide)
- Amy Hathaway (avocat de Calvin Creason)
- Joshua LeBar (Jason Bollinger)
- John Prudhont (Jeff Horn)
- Ron Roggé (Wolkowski)
- L.T. Tolliver (officier de police)
- Lisa Waltz (Laurie Horn)
- Alicia Ziegler (Tiffany)

Un cadavre est découvert au cœur de New York, soigneusement enroulé dans un luxueux tapis. Castle et Beckett identifient la victime comme Jeff Horn, un homme politique en pleine campagne électorale. Rapidement, ils suspectent un richissime et impitoyable investisseur, en froid avec Horn qui voulait stopper certains projets immobiliers de l'homme d'affaires ; mais celui-ci finit par être innocenté. L'enquête s'oriente vers une autre piste lorsque l'équipe met au jour une partie de la vie privée peu reluisante de la victime...

### Épisode 5:Calcul glacial
- États-Unis : 6 avril 2009 sur ABC
- Belgique : 23 avril 2010 sur RTL-TVI
- Suisse : 7 juillet 2010 sur TSR1
- France : 12 juillet 2010 sur France 2
- Québec : 28 janvier 2011 sur Séries+

- États-Unis : 9,03 millions de téléspectateurs[10] (première diffusion)
- France : 3,8 millions de téléspectateurs (première diffusion)

- Phil Abrams (Roger)
- Allison Curtis (Simone Cavanagh)
- Ashley Curtis (Bela Cavanagh)
- Peter Jason (Sheriff Clay Sloan)
- Kerrie Keane (Julie Davidson)
- Jerry Kernion (Albert Bolland)
- Erin Matthews (Elizabeth Forte)
- Scott Paulin (Jim Beckett)
- Channon Roe (Kevin Henson)
- Bill Smitrovich (Ben Davidson)
- Charles Malik Whitfield (Charles Wyler)
- K Callan (Mrs. Delores Marsh)

Castle et Beckett enquêtent sur le meurtre d'une femme qui a été trouvée congelée et attachée à une structure métallique dans un bâtiment en travaux. L'autopsie de Lanie révèle que la victime était Melanie Cavanagh, dont les empreintes étaient fichées pour trafic de drogue, et qui avait disparu depuis 5 ans. Les enquêteurs soupçonnent d'abord son compagnon, mais découvrent que celui-ci est mort abattu dans une épicerie il y a un an. Le policier chargé de la disparition de Melanie n'ayant pas réellement enquêté à l'époque , l'équipe reprend donc tout au début...
- C'est dans cet épisode que nous apprenons pour la première fois l'assassinat de Johanna Beckett, dont la résolution constituera l'arc narratif principal de toute la série Castle, jusqu'au dénouement de la saison 8.
- La chanson qui ouvre l'épisode est Beggar's Prayer, par Emiliana Torrini.
- La chanson folk mélancolique qui clôt l'épisode, après les révélations de Beckett sur le meurtre de sa mère, est No Envy, No Fear de Joshua Radin.

### Épisode 6:La Piste du vaudou
- États-Unis : 13 avril 2009 sur ABC
- Belgique : 30 avril 2010 sur RTL-TVI
- Suisse : 7 juillet 2010 sur TSR1
- France : 12 juillet 2010 sur France 2
- Québec : 4 février 2011 sur Séries+

- États-Unis : 7,73 millions de téléspectateurs[11] (première diffusion)
- France : 2,7 millions de téléspectateurs (première diffusion), en 2e partie de soirée

- Michael Benyaer (Oscar)
- Debbie Campbell (Diana Edwards)
- Kwabena Darkwah (africain)
- Asia DeMarcos (prof de yoga)
- Aldis Hodge (Azi)
- Loren Lester (Mr Simmons)
- Nikki Micheaux (Michelle)
- Dohn Norwood (Charles Oni)
- Robert Okumu (Mukhta Baylor)
- Darby Stanchfield (Meredith)
- Laura Simms (Jill Button)

L'équipe de Beckett enquête sur l'assassinat de Jamal Buonsi, un immigrant nigérian dont le cadavre a été soumis à un rituel vaudou très spécial. Rapidement, Kate et Castle comprennent que le suspect est à la recherche d'un objet précis, et qu'il tuera jusqu'à ce qu'il l'ait retrouvé. Lorsqu'est découvert le corps de Darsy Cho, une avocate qui a subi le même rituel vaudou, les indices les mènent sur la piste d'un vendeur de contrefaçons, mais son entrepôt est couvert de symboles de mort. L'équipe redouble alors d'efforts pour éviter de nouvelles victimes...

Au cours de cette enquête, Castle vit sa première fusillade, au cours de laquelle il se comporte aussi astucieusement qu'efficacement, sauvant la vie de Beckett. Il est donc en droit d'exiger d'elle ce qu'il veut, ce qu'il ne se prive pas de faire… Et cette exigence surprenante ravit sa coéquipière.
- C'est dans cet épisode qu'apparaît pour la première fois le gilet pare-balles marqué WRITER (« ÉCRIVAIN ») en lieu et place de l'inscription POLICE, gilet que Castle s'est fait confectionné sur mesure, et qu'il arborera ensuite souvent, tout au long de la série.
- La pâtisserie écœurante à laquelle Richard compare Meredith est dans la VF rendue par « brioche au beurre » ; dans la VO, il s'agit d'un Twinkie.

### Épisode 7:Crimes dans la haute
- États-Unis : 20 avril 2009 sur ABC
- Belgique : 7 mai 2010 sur RTL-TVI
- Suisse : 14 juillet 2010 sur TSR1
- France : 19 juillet 2010 sur France 2
- Québec : 11 février 2011 sur Séries+

- États-Unis : 8,21 millions de téléspectateurs[12] (première diffusion)
- France : 3,8 millions de téléspectateurs (première diffusion)

- Patrick Bauchau (Caine Powell)
- Elizabeth Ann Bennett (Ruth)
- Nick Chinlund (Evan Mitchell)
- Katie Lowes (Rachel Maddox)
- Angela Oh (Anne Greene)
- Michael Papajohn (Karl Nadir)
- Joseph C. Phillips (le maire)
- Caterina Scorsone (Joanne Delgado)
- Erik Van Wyck (Paul Reynolds)

L'équipe se penche sur des agressions sauvages de riches propriétaires, accompagnées de vols de bijoux, dans la haute société new-yorkaise. En enquêtant sur le milieu des voleurs professionnels, Castle et Beckett soupçonnent un fabricant de passepartouts, mais celui-ci est rapidement mis hors de cause. Faisant le rapprochement entre les victimes et une association regroupant de riches donateurs, Castle suggère à Beckett de participer à un gala caritatif où les coupables pourraient être en repérage. Tous deux s'y rendent alors en tenue de soirée, Richard ayant offert pour l'occasion à sa partenaire une robe splendide, ce qui émeut la jeune femme... et son entourage !

L'enquête est aussi l'occasion pour Castle de reprendre contact avec une vieille connaissance, un homme dont il s'était inspiré autrefois pour donner plus de vérité à l'un de ses personnages, et que sa mère Martha a également bien connu. Après des retrouvailles tendues, Caine Powell s'avère être d'une aide précieuse pour résoudre l'affaire en cours, qu'il semble assez bien comprendre...

### Épisode 8:Mémoires d'outre-tombe
- États-Unis : 27 avril 2009 sur ABC
- Belgique : 14 mai 2010 sur RTL-TVI
- Suisse : 14 juillet 2010 sur TSR1
- France : 19 juillet 2010 sur France 2
- Québec : 18 février 2011 sur Séries+

- États-Unis : 8,24 millions de téléspectateurs[13] (première diffusion)
- France : 4 millions de téléspectateurs (première diffusion), en 2e partie de soirée

- Jillian Armenante (Susan Mailer)
- Alex Carter (Michael Goldman)
- Dan Castellaneta (le juge Markway)
- Keith Diamond (Jared Swanstrom)
- Michael Edwin (employé de nuit)
- Van Epperson (postier)
- Jack Forbes (Sam Pike)
- Joanne Kelly (Lee Wax)
- Frederick Koehler (Adam Pike)
- Joseph C. Phillips (Le maire)
- Susan Ruttan (Mme Pike)

Au milieu de la nuit, Kate Beckett et Rick Castle sont appelés dans un hôtel sordide où une mère de famille a été retrouvée noyée dans une baignoire remplie d'huile de moteur. Lorsque Esposito commence à enquêter, il découvre avec stupeur que la victime, Allison Goldman, avait trompé tous ses proches en dissimulant depuis une vingtaine d'années sa véritable identité. Après quelques investigations, l'équipe relie Allison à une journaliste spécialiste des histoires criminelles, Lee Wax, qui révèle de troubles informations sur le passé de la prétendue Allison, tout en s'intéressant beaucoup à Castle...

### Épisode 9:Où est Angela?
- États-Unis : 4 mai 2009 sur ABC
- Belgique : 21 mai 2010 sur RTL-TVI
- Suisse : 14 juillet 2010 sur TSR1
- France : 19 juillet 2010 sur France 2
- Québec : 25 février 2011 sur Séries+

- États-Unis : 9,97 millions de téléspectateurs[14] (première diffusion)
- France : 4,1 millions de téléspectateurs (première diffusion), en 2e partie de soirée

- Julian Acosta (Alfred Candela)
- Francis Capra (Juan Restrepo)
- Bailey Chase (Will Sorenson)
- Kurt Long (Todd)
- Melanie Lora (technicienne du FBI)
- Mario Perez (garçon au sac à dos)
- Judy Reyes (Theresa Candela)
- Jeannette Sousa (Lucia Gomez)
- Jacqueline Torres (Nina Mendola)
- Todd Waring (Dave Ellers)

Will Sorenson, agent du FBI et ancien petit ami de Beckett, demande l'aide de celle-ci à Montgomery pour une affaire d'enlèvement. La petite Angela, 2 ans, a été enlevée en plein jour au domicile de ses parents adoptifs. Rapidement, les parents suspectent un ancien collègue de la mère d'Angela, qu'elle a fait licencier. Lorsque son alibi est vérifié, Beckett et Sorenson se tournent alors vers les parents biologiques. De son côté, afin de faire avancer l'enquête, Castle se porte volontaire pour faire le coursier lorsque les ravisseurs font une demande de rançon...

### Épisode 10:Double Face
- États-Unis : 11 mai 2009 sur ABC
- Belgique : 28 mai 2010 sur RTL-TVI
- Suisse : 21 juillet 2010 sur TSR1
- France : 26 juillet 2010 sur France 2
- Québec : 4 mars 2011 sur Séries+[15]

- États-Unis : 9,96 millions de téléspectateurs[16] (première diffusion)
- France : 4,5 millions de téléspectateurs (première diffusion)

- Ron Althoff (Heavy)
- Bailey Chase (agent spécial Will Sorenson)
- Catherine Christensen (Agent Adler)
- Rachel Leah Cohen (femme agacée)
- Kari Coleman (Julia Hammond)
- Scott Connors (Agent Winfield)
- Robert Costanzo (Sal Tenor)
- Jackie Geary (Maggie Dowd / Carla Dente)
- Rey Herrera (Mario Guerrera)
- Joe Marinelli (Jimmy Moran)
- DeLane Matthews (Jacey Goldberg)
- Drew Osborne (Owen, l'amoureux d'Alexis)
- Ion Overman (Candace Robinson, l'adjointe du procureur)
- Robert Picardo (docteur Clark Murray, le légiste ami de Castle)
- Matt Riedy (l'avocat)
- Carrie Southworth (Courtney Morantz)
- Gary J. Wayton (docteur Joshua Leeds)

Castle et Beckett enquêtent sur le meurtre d'un chirurgien plastique, qui avait été porté disparu depuis une huitaine de jours : l'homme a finalement été retrouvé sur le siège avant de son véhicule dans la 133e rue à Harlem, un endroit où il ne se rendait jamais. Il est mort étouffé par un sac plastique après avoir subi des tortures. L'équipe s'intéresse alors au monde secret de la chirurgie esthétique et des patients obsédés par leur apparence physique. Mais leur enquête les emmène peu à peu dans une direction inattendue, et l'affaire se révèle plus complexe qu'ils ne le pensaient, impliquant notamment un témoin protégé ; si bien que Beckett doit solliciter l'aide de son ex, l'agent du FBI Will Sorenson...
- C'est la dernière apparition dans la série de Will Sorenson, dont on apprendra bien plus tard, quand Beckett épousera Castle, qu'il est lui même sur le point de se marier et a envoyé un faire-part à son ex-petite amie (épisode 7-06).
- Au cours de l'épisode, Castle dit à Beckett qu'il la trouve « extraordinaire ». C'est ce même compliment qu'il emploiera quelques mois plus tard pour lui dédier publiquement son premier roman de la série Nikki Heat (épisode 2-05).

## Réception critique
La première saison de la série a reçu des critiques moyennes de la part de la presse, le site Metacritic attribuant une note moyenne de 53 sur 100, alors que les spectateurs sont plus enthousiastes, avec une note de 9,2 sur 10.